# Benita Martínez Pastoriza de Sarmiento
Benita Martínez Pastoriza de Sarmiento (nacida Benita Agustina Martínez Pastoriza; San Juan, 26 de agosto de 1819-Buenos Aires, 6 de octubre de 1890) fue esposa de Domingo Faustino Sarmiento.

## Biografía
Hija de José Martínez Cruz y María Juliana Pastoriza Jofré, se casó en 1840 con el comerciante chileno Domingo Castro y Calvo, con quien tuvo un hijo, Domingo Fidel Castro, Dominguito (1845-1866). Enviudó en 1846 y se casó con Sarmiento en 1848. Vivieron en el Barrio Yungay de Santiago, junto con su suegra Paula Albarracín y la hija de su marido, Ana Faustina.
En 1857 se mudaron a Buenos Aires. El matrimonio se resquebrajó ante la evidencia de las relaciones secretas entre Sarmiento y Aurelia Vélez Sarsfield. Con la excusa de que no necesitaba dinero, Sarmiento la desheredó, aunque ella recurrió a los tribunales y consiguió la mitad de los bienes.